# 長谷川秀男
長谷川 秀男（はせがわ ひでお、1940年10月28日 - ）は日本の地域政策・地域産業政策の学者。高崎経済大学名誉教授。専門分野は地域政策、産業政策、中小企業研究。

## 略歴
- 1963年 高崎経済大学経済学部経済学科卒業[1]
- 1965年 東京都立大学 (1949-2011)大学院 社会科学研究科 経済政策専攻 修士課程 修了
- 1965年 高崎経済大学経済学部に着任
- 1970年 東京大学国内研修
- 1974年 パリ大学(ナンテール校)金融経済研究所客員研究員（海外学術振興会交換留学による）
- 1976年 高崎経済大学経済学部経済学科長
- 1978年 高崎経済大学附属産業研究所所長
- 1996年 高崎経済大学地域政策教授に転属し、地域政策学科長
- 1998年 高崎経済大学地域政策学部長　兼務評議員
- 2000年 高崎経済大学大学院地域政策研究科長　兼務評議員
- 2002年 高崎経済大学大学院地域政策研究科博士後期課程教授として大学設置審議会審査でマル合判定
- 2006年 高崎経済大学地域政策学部教授退官、名誉教授[2]（その後特任教授として5年間勤務）
- 2019年 春の叙勲で瑞宝中綬章を受章[3][4]

## 委員歴
- 1988年 - 2001年 日本経済政策学会 理事
- 1983年 ‐ 2007年 日仏経営学会 理事
- 1990年 - 2000年 日本観光学会 評議員,理事
- 1993年 - 2011年 アジア経営学会 常任理事,評議員
- 2001年 ‐ 2006年 日本地域政策学会 常任理事、会長（2009年～名誉会長）